# Peter Parten
Peter Parten (* 29. Januar 1938 in Bremen) ist ein deutscher Schauspieler.

## Leben und Wirken
Parten ließ sich nach seinem Abitur Ende der 50er Jahre am Reinhardt-Seminar in Wien künstlerisch ausbilden und begann seine Bühnenlaufbahn 1959 am Westfälischen Landestheater von Castrop-Rauxel. Mit Beginn der 1960er Jahre trat er auch als Schauspieler vor Filmkameras. In jungen Jahren wurde Parten zumeist mit Rollen studentischer Sonnyboys bedacht und trat an der Seite von Stars wie Heinz Rühmann, Nadja Tiller, Lilli Palmer und Hildegard Knef auf. Ab Mitte der 1960er Jahre kamen auch Angebote vom Fernsehen hinzu.
Parten, der bereits 1964 sein englischsprachiges Filmdebüt in einem Trashfilm von Radley Metzger gegeben hatte, erhielt 1970 eine kleine Nebenrolle in dem legendären Rennfahrerfilm Le Mans mit Steve McQueen. Mitte der 1970er Jahre zog sich Peter Parten vollständig von der Arbeit vor der Kamera zurück. Parten hat auch als Schlagerkomponist gearbeitet und war überdies als Musical-Darsteller zu sehen gewesen.

## Filmografie
- 1961: Immer wenn es Nacht wird
- 1962: Er kann’s nicht lassen
- 1962: Barras heute
- 1963: Moral 63
- 1963: Das große Liebesspiel
- 1964: The Dirty Girl
- 1965: Tatort
- 1965: Ein Haus voll Musik – Die heitere Geschichte einer Zwangsräumung
- 1966: Die Welt des Wassers
- 1967: Die blaue Hand
- 1967: Bürgerkrieg in Rußland
- 1967: Sie schreiben mit – Studentenehe (TV-Serie)
- 1969: Ein Sommer mit Nicole (TV-Serie)
- 1971: Le Mans
- 1972: Hamburg Transit (eine Folge)
- 1974: Der kleine Doktor (zwei Folgen)
- 1975: Im Auftrag von Madame (eine Folge)
- 1975: Bitte keine Polizei (eine Folge)